# Raoul Peck

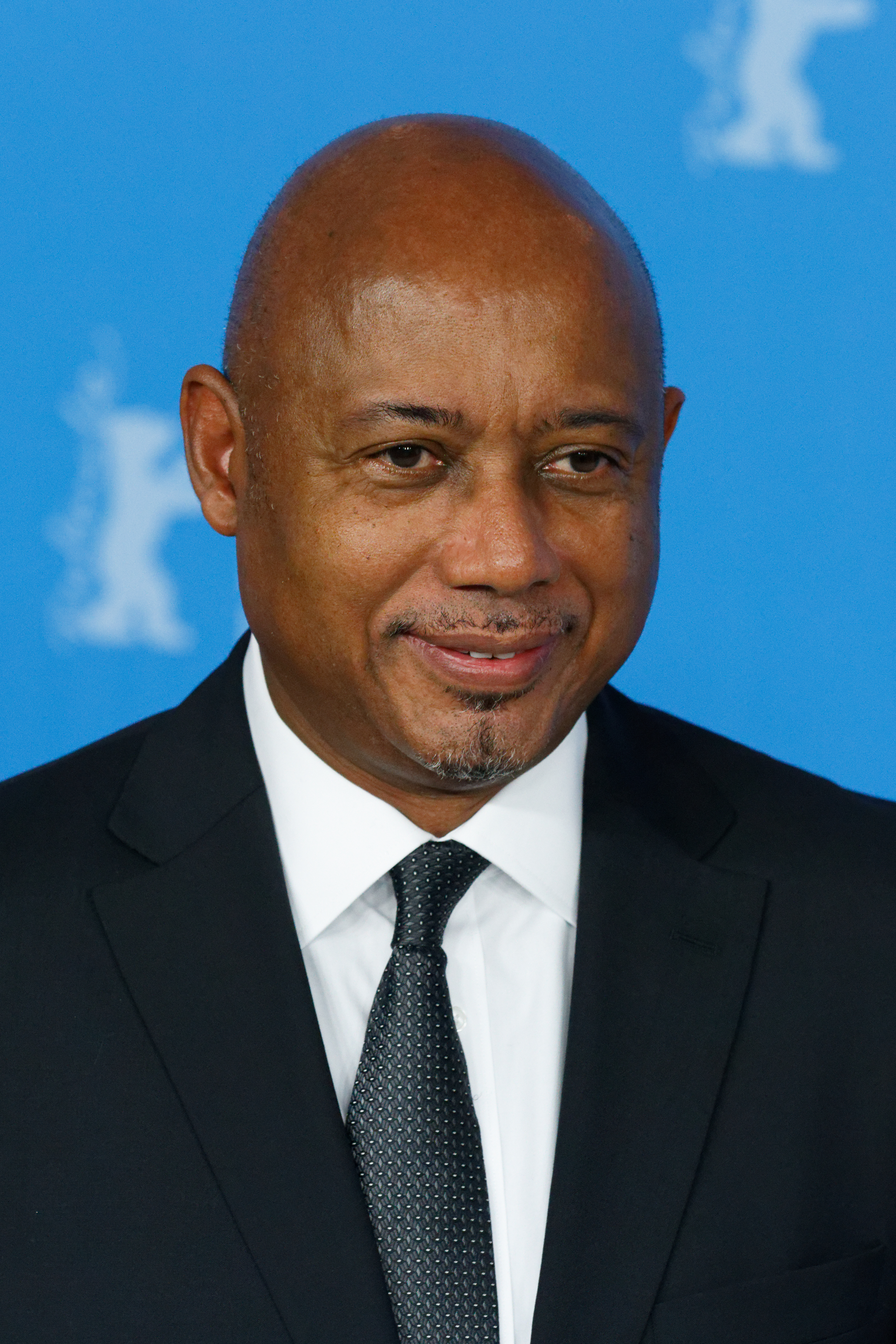
Raoul Peck de 2017.

Raoul Peck (Porto Príncipe, Haiti, 9 de setembro de 1953) é um cineasta haitiano. Como reconhecimento, foi nomeado ao Oscar 2017 na categoria de Melhor Documentário em Longa-metragem por I Am Not Your Negro.